# Emili Castellanos
Emili Castellanos Vila (Tagamanent, 1 de gener de 1954 – Barcelona, 17 de novembre de 1995) fou filòleg, corrector i escriptor català.
Un cop acabats els estudis de Filologia catalana a la Universitat de Barcelona (UB), va treballar com a corrector al diari Avui. Posteriorment va col·laborar en diferents àmbits, administració pública, món editorial i en el doblatge de pel·lícules subtitulades en català. Cap a finals dels 80 comença a destacar la seva producció literària dins del gènere de la novel·la detectivesca catalana. La seva obra ha estat traduïda al castellà.
La seva primera novel·la Vuit dies de juny (1987) s'edita amb el pseudònim d’Albert Draper, col·lectiu literari format amb Miquel Colomer. Conjuntament també publiquen La mort arrenca en primera i La noia de metall. Individualment, Us mataré a tots, i Geiger: Massa busques en un sol rellotge, amb il·lustracions de Silvano Ferrari. El 1990 va rebre, juntament amb Miquel Colomer, el Premi Ramon Muntaner de literatura juvenil amb la novel·la Tampoc. Els seus personatges es caracteritzen sovint per viure en mons marginals, sigui per origen o sigui per una atracció atàvica cap a allò prohibit i perillós, i sempre amb un rerefons polític. La seva narrativa és molt interessant perquè amb una ploma lleugera i un llenguatge planer fuig de l'academicisme i reivindica l'aproximació de la llengua a la realitat social del país. Ha descrit un món de perdedors que lluiten desesperadament per ser feliços, amb ironia i un escepticisme tendre i fins i tot romàntic.

## Obres
- Vuit dies de juny (1987) (Col·lectiu Albert Draper)
- La mort arrenca en primera, amb Miquel Colomer. (Barcelona: Timun Mas, 1988)
- Geiger: Massa busques en un sol rellotge, amb il·lustracions de Silvano Ferrari,(Barcelona: Empúries, 1988).
- Tampoc (1990), amb Miquel Colomer. Premi Ramon Muntaner de literatura juvenil.
- Us mataré a tots (1990)
- La noia de metall, amb Miquel Colomer. (Barcelona: Empúries, 1991)